# Käthe-Kollwitz-Gymnasium (Osnabrück)

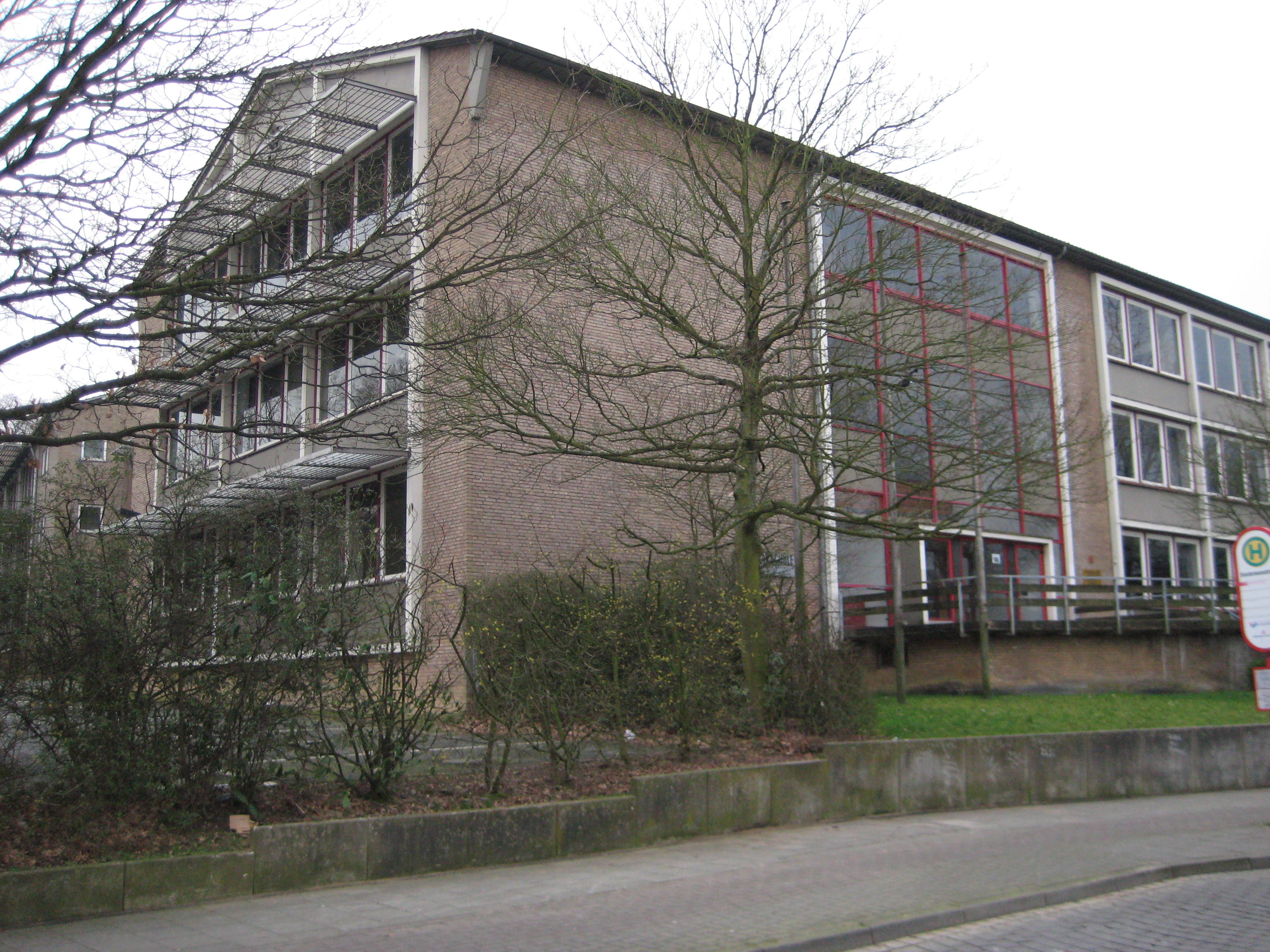
Ehemaliges Käthe-Kollwitz-Gymnasium, jetzt Käthe-Kollwitz-Schule, früherer Eingang an der Ameldungstraße, jetzt in eine Nebenstraße verlegt (Foto März 2008)

Das Käthe-Kollwitz-Gymnasium war eine als Gymnasium für Mädchen gegründete Schule in Osnabrück (Niedersachsen).
Es war neben der 1848 als Städtische Höhere Mädchenschule gegründeten Bildungseinrichtung, dem heutigen Gymnasium „In der Wüste“, das einzige Mädchengymnasium in Trägerschaft der Stadt Osnabrück und das einzige kommunale Mädchengymnasium, das die Stadt Osnabrück nach dem Ende des Zweiten Weltkriegs gründete.
Ab 1970, als an städtischen Schulen in Osnabrück die Koedukation eingeführt wurde, besuchten auch Jungen das Käthe-Kollwitz-Gymnasium.
Das Gymnasium bestand von 1961 bis 1990. Seitdem war sie im Realschulzweig einzügig gestaltet. Als organisatorisch zusammengefasste Haupt- und Realschule führte sie parallel zwei Hauptschulklassen. 2012 wurde beschlossen, den Schulstandort in der Ameldungstraße aufzugeben.

## Geschichte
Auf Beschluss des Stadtrates wurde das zweite städtische Mädchengymnasium an der Ameldungstraße im südlichen Teil der Neustadt gebaut. Die Namensgebung war zeitweise im Stadtrat und in der Öffentlichkeit umstritten. Die Künstlerin Käthe Kollwitz, so die Auffassung bürgerlicher Parteien und eines Teils der Bevölkerung in der Zeit des Kalten Kriegs, könne als Kommunistin kein Vorbild für Mädchen sein. Andererseits waren der sozialkritische Inhalt ihrer Werke und die künstlerische Isolation während der Zeit des Nationalsozialismus Anlass genug, Käthe Kollwitz zur Namenspatronin einer höheren Lehranstalt in der noch jungen Bundesrepublik zu machen.
Das Käthe-Kollwitz-Gymnasium wurde in Hanglage am Fuße des Schölerbergs als zwei- bis dreigeschossiger, gestufter Bau in U-Form mit drei gestaffelten Pausenhöfen errichtet. Es verfügte über eine Turnhalle, die als Anbau auch einen kleinen Gymnastikraum besaß. Der nahegelegene Sportplatz am Schölerberg wurde in den warmen Monaten für den Freiluftunterricht in Leichtathletik, Mannschaftssportarten und für Sportfeste und -wettkämpfe genutzt. Schwimmunterricht wurde anfangs in der Schwimmhalle Pottgrabenbad sowie im Sommer im Freibad in der Wüste, dem Moskaubad, erteilt. Für den naturwissenschaftlichen Fachunterricht standen Biologie-, Physik- und Chemieräume mit einer umfangreichen Lehrmittelsammlung, für die musische Erziehung Kunst- und Musikfachräume, sowie Handarbeitsräume und eine Schulküche für den Hauswirtschaftszweig zur Verfügung. Neben einem kleinen Konzertsaal mit Instrumentensammlung verfügte die Schule über eine große Aula mit Konzert- und Theaterbühne im Gebäudeteil an der Ameldungstraße/Schölerbergstraße. Die Lage am Fuße des waldreichen Schölerbergs und die üppige Begrünung des Schulgeländes machten die Schule zum Gymnasium in Grünen.
Das Gymnasium wurde als Neusprachliches Mädchengymnasium mit Frauenoberschule eingerichtet. Aufnahmebedingung war eine Empfehlung der Grundschule und die erfolgreiche Teilnahme an einem einwöchigen Probeunterricht während des vierten Grundschuljahres.
Die Schülerinnen kamen überwiegend aus dem südlichen Stadtgebiet sowie aus dem südlichen Bereich des Landkreises Osnabrück, in dem es neben der Niedersächsischen Heimschule Iburg in Trägerschaft des Landes Niedersachsen kein Gymnasium gab. Da die Heimschule in Bad Iburg ein Internat mit Gymnasium in Kurzform war, das mit dem siebten Schuljahr begann, in sieben Jahren zum Abitur führte und ihren Schwerpunkt auf musische Fächer sowie Sport legte, zogen es viele Eltern vor, ihre Töchter nach Osnabrück aufs Gymnasium zu schicken, ungeachtet der Erschwernisse für Fahrschülerinnen.
Die Schülerinnen entstammten überwiegend protestantischen Familien. Katholikinnen waren in der Minderheit, weil als traditionelle Mädchenschulen in Osnabrück in Trägerschaft der katholischen Kirche die Angelaschule und die Ursulaschule bestanden.
Erste Fremdsprache ab der fünften Klasse war Englisch. Im siebten Schuljahr kamen als zweite Fremdsprache Französisch oder Latein hinzu. Die Schülerinnen, die Französisch als zweite Fremdsprache gewählt hatten, konnten als freiwilliges Wahlfach Lateinunterricht hinzunehmen und damit bis zum Abitur das kleine Latinum ablegen. Handarbeitsunterricht war für alle Schülerinnen bis Ende des achten Schuljahres Pflichtfach.
Neben dem neusprachlichen Zweig bestand die Frauenoberschule mit Hauswirtschaftsunterricht. Diese Besonderheit brachte dem Gymnasium für lange Zeit den spöttischen Beinamen 'Puddinggymnasium' ein. Die Frauenoberschule nahm die Schülerinnen des Frauenoberschulzweiges des städtischen Mädchengymnasiums am Heger-Tor-Wall, dem späteren Gymnasium „In der Wüste“, auf. Deren Frauenoberschule war 1959 zum Schölerberg ausgegliedert worden und wurde 1961 Bestandteil des Käthe-Kollwitz-Gymnasiums. Der Abschluss der Frauenoberschule führte nicht zur Allgemeinen Hochschulreife und ermöglichte ein Universitätsstudium nur in Ausnahmefällen. Ein Studium an Pädagogischen Hochschulen, die Grund- und Hauptschullehrer ausbildeten, war jedoch möglich. Diese Möglichkeit nahmen Absolventinnen der Frauenoberschule wahr, bis die Pädagogische Hochschule in Osnabrück 1974 in der Universität Osnabrück aufging. Unterricht in Kochen und Hauswirtschafts- und Ernährungslehre hatten nur die Schülerinnen der Frauenoberschule, nicht diejenigen des größeren neusprachlichen Zweigs.
In den Aufbauzweig der Oberstufe wurden besonders begabte Absolventinnen von Realschulen, bis 1964 als Mittelschulen bezeichnet, aufgenommen, die Englisch- und Französischunterricht gehabt hatten. Sie wurden zum Teil gemeinsam mit den übrigen Schülerinnen unterrichtet. Teilweise, besonders im Sprachunterricht, wurde wegen der unterschiedlichen Vorkenntnisse gesonderter Unterricht erteilt.
In den 1960er Jahren wurde durch Lehrermangel bedingt Fachunterricht in Naturwissenschaften häufig von nicht als Pädagogen ausgebildeten Lehrkräften wie etwa Ingenieuren erteilt.
Schülerinnen, deren Begabung in den Naturwissenschaften lag und ein entsprechendes Studium anstrebten, wechselten nach der Mittelstufe im elften Schuljahr an die Oberstufe städtischer Jungengymnasien wie des 4. Jungengymnasiums, das erst nach Aufnahme des Schulbetriebs in Graf-Stauffenberg-Gymnasium (Osnabrück) umbenannt wurde und bereits in den späten 1960er Jahren Unterricht etwa in Informatik anbot.
Ende der 1960er Jahre hatte das Gymnasium etwa tausend Schülerinnen. Die Lage am südöstlichen Rand des damals beliebten Wohngebietes der Osnabrücker Neustadt, sowie der angrenzenden ländlichen Gemeinden, führten zu einem Zustrom an Neuzugängen. Bald wurde der Unterrichtsraum knapp, und provisorische 'Lehrpavillons' mit jeweils zwei Klassenräumen wurden auf der begrünten Freifläche entlang der unteren Schölerbergstraße aufgestellt.
Die 68er-Bewegung wirkte sich auf den Unterricht wenig aus. Lediglich die bis dahin üblichen Abiturfeiern mit Ansprache des Schulleiters fanden nicht mehr statt; die Abiturzeugnisse wurden den Abiturientinnen ohne Anwesenheit der Eltern übergeben. Zunehmend bekam das Gymnasium jedoch den Ruf einer eher dem linksliberalen Spektrum freundlichen Lehranstalt, nicht zuletzt dank der aktiv betriebenen Schulpolitik in der Schülermitverantwortung (SMV), aus der die Schülervertretung erwuchs. Das Tragen von Buttons politischen Inhalts, etwa mit der Aufschrift Enteignet Springer, wurde vom Lehrerkollegium hingenommen. Um 1970/71 wurde an der Schule ein Sprachlabor eingerichtet.
Ein Wechsel im Schulleben begann mit der Aufnahme von Jungen, die ab 1970/71 in die fünfte Klasse aufgenommen wurden. Durch diese Aufweitung der Schülerschaft wurde zeitweise erfolgreich den sinkenden Schülerzahlen, bedingt durch den Pillenknick, entgegengeplant. Mitte der 1970er Jahre wurde auch beim Käthe-Kollwitz-Gymnasium eine 'Orientierungsstufe' eingeführt. Die damit verbundene Raumknappheit machte Neuplanungen notwendig. Im Jahre 1976 wurde ein neuer Verwaltungstrakt auf dem Gelände des ehemaligen Lehrerparkplatzes und einer angrenzenden Kleingartenanlage eingeweiht. Im Untergeschoss befanden sich weitere Unterrichtsräume. Die alten Verwaltungsbüros wurden zu Klassenzimmern umgebaut.
Mit der Auflösung der Niedersächsischen Heimschule in Bad Iburg, der Gründung des Gymnasiums Bad Iburg und später weiterer Gymnasien im Landkreis Osnabrück durfte das Käthe-Kollwitz-Gymnasium keine Schüler mehr aus dem Landkreis aufnehmen. Die Zahl der Schüler sank in den 1980er Jahren. Die Stadt Osnabrück beschloss die Schließung.
1990 wurde das Käthe-Kollwitz-Gymnasium aufgegeben, der Schulkomplex aber weiterhin schulisch genutzt. Die verbliebenen Schüler wechselten an das Gymnasium „In der Wüste“, das auch die Schulakten übernahm, sowie an das Graf-Stauffenberg-Gymnasium (Osnabrück).
Verwirrung herrschte in Osnabrück kurzzeitig über den Verbleib der Büste von Käthe Kollwitz, die im Eingangsbereich des Käthe-Kollwitz-Gymnasiums auf einem Sockel gestanden hatte. Später stellte sich heraus, dass der Schulleiter des Gymnasiums „In der Wüste“ die Büste in Verwahrung genommen und in einen Schrank im Direktorenzimmer eingeschlossen hatte. Das Geschehen inspirierte Fritz Wolf, den Karikaturisten der Neuen Osnabrücker Zeitung, zu einer Zeichnung, auf der der Schulleiter die Büste mit der Bemerkung „Käthe, wir beide hauen ab in die Wüste!“ fortträgt, einen leeren Sockel hinterlässt, neben dem zwei Schulmädchen stehen, die rufen: „Unser Direktor hat die Kollwitz geklaut!“

## Stundenplan
Beispiel eines Stundenplans, hier des Abiturjahrgangs 1972 im neusprachlichen Zweig. Die Bezeichnungen der Unterrichtsfächer folgen den damaligen Bezeichnungen. Der Mathematikunterricht endete für die Schülerinnen des Zweigs „nf“ (neusprachlich französisch) mit Ende des 12. Schuljahrs, ebenso in der Praxis aus Lehrermangel naturwissenschaftliche Fächer wie Chemie und Physik. Freiwillige Wahlfächer wie Lateinunterricht oder Arbeitsgemeinschaften wie die Theater AG, Chor oder Orchester sind nicht aufgeführt. Die Differenzierung zwischen Französisch I und II war durch unterschiedliche Vorkenntnisse der Schülerinnen bedingt. Im Abiturjahrgang 1972 waren im Zug „nf“ Schülerinnen mit Französischunterricht seit Schulklasse 7 mit solchen zusammengefasst, die nach der Mittleren Reife in die Oberstufe des Gymnasiums übergegangen waren. Religion war zwar ein Unterrichtsfach, aber  Schülerinnen ab dem 14. Lebensjahr konnten sich unabhängig von der Zugehörigkeit zu einer Glaubensgemeinschaft vom Unterricht abmelden.
| Unterrichtsstunde | Montag         | Dienstag      | Mittwoch   | Donnerstag     | Freitag        | Samstag  |  |
| ----------------- | -------------- | ------------- | ---------- | -------------- | -------------- | -------- |  |
| 1. Stunde         | –              | Kunst         | –          | –              | –              | Sport    |  |
| 2. Stunde         | Französisch II | Kunst         | Biologie   | Französisch II | Geschichte     | Sport    |  |
| 3. Stunde         | Englisch       | Deutsch       | Englisch   | Erdkunde       | Deutsch        | Biologie |  |
| 4. Stunde         | Geschichte     | Biologie      | Geschichte | Englisch       | Französisch II | Englisch |  |
| 5. Stunde         | Sport          | Französisch I | Deutsch    | –              | Erdkunde       | Deutsch  |  |
| 6. Stunde         | –              | –             | –          | –              | Englisch       | –        |  |

## Spätere Nutzung
Nach der Nutzung als Realschule unter dem Namen Käthe-Kollwitz-Schule übernahmen die Berufsbildenden Schulen am Schölerberg die Gebäude als eine ihrer Außenstellen. Als während der COVID-19-Pandemie Impfstoffe zur Verfügung standen, richtete die Stadt dort im Dezember 2021 das dritte Impfzentrum ein. Nach dem Überfall Russlands auf die Ukraine am 24. Februar 2022 bietet sie seit März 2022  als Notunterkunft Platz für bis zu 300 Geflüchtete aus der Ukraine.